# 俞大光

俞大光

俞大光（1921年1月22日—2017年4月12日），湖南长沙人，生于辽宁盖平县，祖籍浙江绍兴，电工学家，中华人民共和国核武器引爆控制系统和遥测系统专家，中国工程院院士。

## 生平
俞大光是与俞大维（祖父俞文葆）共高祖的族兄弟。曾祖俞昌会。祖父俞文瀚族中行第十二，光绪年间投靠在湖南做官的堂兄俞文葆，遂定居于湖南长沙。父亲俞明焕。
1921年1月22日（农历庚申年腊月十四日），生于辽宁省盖平县城，父亲当时任县府科长。:140
俞大光1944年毕业于国立武汉大学工学院电机系。1953年哈尔滨工业大学研究班毕业被留校，任哈尔滨工业大学电机系教研室主任、系副主任、副教授。曾任中国工程物理研究院副院长。主持完成的“核武器引爆控制系统”获1978年全国科学大会奖；参与主持的“氢弹的突破及武器化”获1985年国家科技进步特等奖；“某型号飞行综合科学试验”获1987年中国核工业总公司科技进步一等奖。
2017年4月12日，俞大光逝世。前政治局常委李长春是俞大光的学生之一，曾发唁函悼念。